# Acacia saliciformis
Acacia saliciformis är en ärtväxtart som beskrevs av Mary Douglas Tindale. Acacia saliciformis ingår i släktet akacior, och familjen ärtväxter. Inga underarter finns listade i Catalogue of Life.